# McDonald County
McDonald County is een county in de Amerikaanse staat Missouri.
De county heeft een landoppervlakte van 1.397 km² en telt 21.681 inwoners (volkstelling 2000). De hoofdplaats is Pineville.